# Condado de Pierce (Nebraska)
O Condado de Pierce é um dos 93 condados do estado norte-americano do Nebraska. A sede do condado é Pierce, que é também a sua maior cidade. O condado tem uma área de 1489 km² (dos quais 3 km² estão cobertos por água), uma população de 7857 habitantes, e uma densidade populacional de 4 hab/km² (segundo o censo nacional de 2000).